# Der Sechs Millionen Dollar Mann
Der Sechs Millionen Dollar Mann (Originaltitel: The Six Million Dollar Man) ist eine US-amerikanische Fernsehserie. Zwischen 1973 und 1978 wurden 106 Episoden in 5 Staffeln für den US-Sender ABC produziert. Im deutschsprachigen Fernsehen war die Serie erstmals beim Privatsender RTLplus zu sehen. Der 71-minütige Pilotfilm der Serie entstand unter der Regie von Richard Irving nach dem Drehbuch von Henri Simoun.

## Inhalt
Der Astronaut und Testpilot Colonel Steve Austin wird bei einem Flugzeugabsturz mit einem experimentellen Lifting Body Northrop M2-F2 lebensgefährlich verletzt. Nur eine sechs Millionen US-Dollar teure Operation rettet ihn, bei der ein Auge, ein Arm und beide Beine durch bionische Körperteile (kybernetische Prothesen) ersetzt werden. Mit seiner dadurch erlangten enormen Kraft arbeitet er fortan als Agent für das „Office of Scientific Intelligence“ und trifft auf gefährliche Wissenschaftler, Cyborgs, Außerirdische und sogar Bigfoot.
Der erste Auftrag des OSI führt Austin in die Wüste von Saudi-Arabien. Er soll den gefangenen Araber Ali Ibn Jubral Hamuth aus den Händen seiner Kidnapper befreien, da dieser für Frieden in der Region sorgen kann. Nach dem Fallschirm-Absprung in der Wüste erfährt Austin von einem ebenfalls gefangenen Israeli, dass der Araber bereits bei einem Fluchtversuch erschossen wurde. Austin zerbricht die Ketten, mit denen er gefangen ist, und entkommt mit Hilfe des Israeli, der das Fluchtflugzeug, eine DC-3, fliegen kann.

## Entstehung
Der Pilotfilm basiert auf dem Buch Cyborg von Martin Caidin und war als eigenständiger Film geplant. Aufgrund des großen Erfolges wurde die Geschichte um Colonel Steve Austin jedoch als Fernsehserie weitergeführt.
Die Hauptrolle spielte der US-amerikanische Schauspieler Lee Majors, der zuvor durch Serien wie Big Valley, Die Leute von der Shiloh Ranch (The Virginian) und Owen Marshall – Strafverteidiger bekannt geworden war. Auch danach war er mit der Serie Ein Colt für alle Fälle (The Fall Guy) weiterhin erfolgreich.

## Episodenliste

### Staffel 1
| Nr. (ges.) | Nr. (St.) | Deutscher Titel                | Originaltitel                     | Erstausstrahlung USA | Deutschsprachige Erstausstrahlung (D) | Regie               | Drehbuch                                       |
| --- | --------- | ------------------------------ | --------------------------------- | -------------------- | ------------------------------------- | ------------------- | ---------------------------------------------- |
| 1 | 1         | Der Waffenschieber – Teil 1    | Wine, Woman And War: Part 1       | 20. Okt. 1973        | 25. Aug. 1988                         | Russ Mayberry       | Glen A. Larson                                 |
| 2 | 2         | Der Waffenschieber – Teil 2    | Wine, Woman And War: Part 2       | 20. Okt. 1973        | 29. Aug. 1988                         | Russ Mayberry       | Glen A. Larson                                 |
| 3 | 3         | Das Erpressersyndikat – Teil 1 | The Solid Gold Kidnapping: Part 1 | 17. Nov. 1973        | 1. Sep. 1988                          | Russ Mayberry       | Larry Alexander & Alan Caillou                 |
| 4 | 4         | Das Erpressersyndikat – Teil 2 | The Solid Gold Kidnapping: Part 2 | 17. Nov. 1973        | 5. Sep. 1988                          | Russ Mayberry       | Larry Alexander & Alan Caillou                 |
| 5 | 5         | Die tote Stadt                 | Population: Zero                  | 18. Jan. 1974        | 18. Juli 1988                         | Jeannot Szwarc      | Elroy Schwartz                                 |
| In der Stadt Norris findet der Polizist Paul Cold nur noch leblose Bewohner auf der Straße liegen. Als er seinen Motorradhelm absetzt, krümmt er sich vor Schmerzen und wird ebenfalls bewusstlos. OSI-Mitarbeiter Oskar Goldman erzählt Austin davon, der sofort nach Norris aufbricht, denn nahe dieser Stadt wuchs er auf. Mit Hilfe der Ärztin Dr. Chris Forbis, der verletzten Einheimischen Mrs. Nelson und seines einheimischen Freundes Joe Taylor findet er heraus, dass der frühere OSI-Wissenschaftler Stanley Bacon die Stadt mit Infraschall bestrahlen ließ, um die OSI zu erpressen. Um mit dieser Waffe auch töten zu können, benötigt Bacon große Strommengen. Mit Unterstützung des korrupten Kraftwerksmitarbeiters Mr. Johnson kann Bacon einen Strommast anzapfen. Doch bevor er das Armeecamp mit Goldman und Forbis bestrahlen kann, zerstört Austin das Fahrzeug von Bacon mit einem schweren Zaunpfahl, den er als Lanze einsetzt. (Mit Don Porter und Penny Fuller.) |           |                                |                                   |                      |                                       |                     |                                                |
| 6 | 6         | Der Stärkste überlebt          | Survival of the Fittest           | 25. Jan. 1974        | 22. Juli 1988                         | Leslie H. Martinson | Mann Rubin                                     |
| Zwei Attentäter, die den OSI-Mitarbeiter Oskar Goldman ermorden wollen, verkleiden sich als Navy-Commander Maxwell und Airforce-Major Cornwell und begleiten Goldman und Austin auf einem militärischen Passagierflug. Das Flugzeug gerät in ein Gewitter und stürzt vor einer einsamen Insel ins Wasser. Die Passagiere und die Stewardess Ltn. Bobby Colby überleben. Die hübsche Helen freundet sich mit dem jungen Sgnt. Robert Barris an, der einstmals Arzt werden wollte, aber das Studium aus nervlichen Gründen abbrach. Maxwell gelingt es, auf Goldman zu schießen und ihn schwer zu verletzen, bevor er von seinem Komplizen versehentlich getötet wird. Die Stewardess entpuppt sich als Verbündete der Attentäter, wird aber von Austin am Eingreifen gehindert. Der verhinderte Arzt Barris kann Goldmans Leben retten, indem er mit zwei Drähten aus Austins Finger die verletzten Gefäße von Goldman verödet. Ein Flugzeug rettet die Überlebenden. (Mit James McEachin, Christine Belford, William Smith, Pamela Hensley und Joanne Worley.) |           |                                |                                   |                      |                                       |                     |                                                |
| 7 | 7         | Unternehmen Leuchtkäfer        | Operation Firefly                 | 1. Feb. 1974         | 25. Juli 1988                         | Reza Badiyi         | Sy Salkowitz                                   |
| Dr. Samuel Abbot entwickelte einen tragbaren Laser, der seine Energie aus chemischen Stoffen gewinnt und als Waffe eingesetzt werden kann. Als der Erfinder vermisst wird, beauftragt Goldman seinen besten Mann mit der Suche. Austin sucht zunächst Abbots Tochter Susan auf, die sich in Spanien aufhält, und entgeht mit ihr gemeinsam nur knapp einem Anschlag: Als ihr Taxifahrer während der Fahrt abspringt, hält Austin sein Bein aus der Tür und bremst mit dem Fuß. Susan hat ASW-Kräfte und sieht ihren Vater nahe einer Raketenabschussrampe. Deshalb vermutet Austin ihn in Florida und reist mit Susan dorthin. Sie mieten in den Everglades ein Boot. Bei einem nächtlichen Anschlag wird ihr Führer Big Frank getötet. Dennoch finden sie das Haus, in dem sich Susans Vater aufhält. Doch der ist freiwillig dort, vertraut seinem Bewacher John Belson und hält Austin für einen Attentäter. Belson lässt Austin einsperren, doch der sprengt die Ketten und sabotiert Abbots Laser, der am nächsten Tag erprobt werden soll. Der Laser explodiert und Belson entpuppt sich daraufhin als aggressiver Kidnapper, der Abbot gefangenhält. Austin befreit Abbot und lockt die Verfolger in eine Treibsand-Falle, wo sie versinken. Goldman wurde währenddessen von einem Geschäftsmann namens Ledyke erpresst, der daraufhin gefangen genommen wird. Austin und Abbot nehmen gemeinsam das Pilotmodell des Lasers in Goldmans Büro in Betrieb. (Mit Pamela Franklin und Simon Scott.) |           |                                |                                   |                      |                                       |                     |                                                |
| 8 | 8         | Der diebische Roboter          | Day of the Robot                  | 8. Feb. 1974         | 29. Juli 1988                         | Leslie H. Martinson | Del Reisman Idee: Harold Livingston            |
| Austin soll als Leibwächter seinen Freund Fred Sloan zum Test eines Raketenabwehrsystem begleiten, dass dieser entwickelt hat. Ein Mr. Wilson hat zu diesem Zweck einen Roboter entwickelt, der Sloan zum Verwechseln ähnlich sieht. An einer Tankstelle wird der echte Sloan überwältigt und unbemerkt durch den Roboter ausgetauscht. Weil dessen Fuß eine Fehlfunktion hat, gerät das Auto neben der Straße in ein Dickicht. Austin hebt den Vorderteil des Autos heraus und ist völlig erstaunt, als Sloan das nachmacht und das Fahrzeugheck ebenfalls heraushebt. Er wird misstrauisch und vermutet in Sloan einen zweiten bionischen Menschen. Deshalb soll Austin kurz vor der Ankunft am Raketenabwehrsystem von Wilsons Komplizen Panell ausgeschaltet werden. |           |                                |                                   |                      |                                       |                     |                                                |
| 9 | 9         | Der verschollene Aufklärer     | Little Orphan Airplane            | 22. Feb. 1974        | 1. Aug. 1988                          | Reza Badiyi         | Elroy Schwartz                                 |
| 10 | 10        | Hilfe für den Rivalen          | Doomsday, and Counting            | 1. März 1974         | 5. Aug. 1988                          | Jerry Jameson       | Larry Brody Idee: Larry Brody & Jimmy Sangster |
| 11 | 11        | Jagd nach dem Augenzeugen      | Eyewitness to Murder              | 8. März 1974         | 8. Aug. 1988                          | Alf Kjellin         | William Driskill                               |
| 12 | 12        | Rettung aus dem All            | Rescue of Athena One              | 15. März 1974        | 12. Aug. 1988                         | Lawrence Doheny     | D. C. Fontana                                  |
| 13 | 13        | Dr. Wells wird vermisst        | Dr. Wells Is Missing              | 29. März 1974        | 15. Aug. 1988                         | Virgil Vogel        | Elroy Schwartz, Krishna Shah & William Keenan  |
| 14 | 14        | Der Killersatellit             | The Last of the Fourth of Julys   | 5. Apr. 1974         | 19. Aug. 1988                         | Reza Badiyi         | Richard Landau                                 |
| 15 | 15        | Wahnsinn aus dem All           | Burning Bright                    | 12. Apr. 1974        | 22. Aug. 1988                         | Jerry London        | Del Reisman                                    |
| 16 | 16        | Der Feigling                   | The Coward                        | 19. Apr. 1974        | 26. Aug. 1988                         | Reza Badiyi         | Elroy Schwartz                                 |
| 17 | 17        | Gefahr für Steve Austin        | Run, Steve, Run                   | 26. Apr. 1974        | 29. Aug. 1988                         | Jerry Jameson       | Lionel E. Siegel                               |

### Staffel 2
| Nr. (ges.) | Nr. (St.) | Deutscher Titel                   | Originaltitel                | Erstausstrahlung USA | Deutschsprachige Erstausstrahlung (D) | Regie                | Drehbuch                                                                                        |
| ---------- | --------- | --------------------------------- | ---------------------------- | -------------------- | ------------------------------------- | -------------------- | ----------------------------------------------------------------------------------------------- |
| 18         | 1         | Der Bombenschmuggel               | Nuclear Alert                | 13. Sep. 1974        | 2. Sep. 1988                          | Jerry London         | William Driskill                                                                                |
| 19         | 2         | Unfall im Weltraum                | The Pioneers                 | 20. Sep. 1974        | 5. Sep. 1988                          | Christian I. Nyby II | Bill Svanoe Idee: Katey Barrett                                                                 |
| 20         | 3         | Pilotenfehler                     | Pilot Error                  | 27. Sep. 1974        | 9. Sep. 1988                          | Jerry Jameson        | Edward J. Lakso                                                                                 |
| 21         | 4         | Personenschutz                    | The Pal-Mir Escort           | 4. Okt. 1974         | 12. Sep. 1988                         | Lawrence Dobkin      | Margaret Schneider & Paul Schneider                                                             |
| 22         | 5         | Der Konkurrent                    | The Seven Million Dollar Man | 1. Nov. 1974         | 16. Sep. 1988                         | Richard Moder        | Peter Allan Fields                                                                              |
| 23         | 6         | Die Außerirdischen                | Straight On ’til Morning     | 8. Nov. 1974         | 19. Sep. 1988                         | Lawrence Doheny      | D. C. Fontana                                                                                   |
| 24         | 7         | Goldfieber                        | The Midas Touch              | 15. Nov. 1974        | 23. Sep. 1988                         | Bruce Bilson         | Donald Gold, Lester William Burke & Peter Allan Fields Idee: Donald Gold & Lester William Burke |
| 25         | 8         | Sabotage                          | The Deadly Replay            | 22. Nov. 1974        | 26. Sep. 1988                         | Christian I. Nyby II | Wilton Denmark                                                                                  |
| 26         | 9         | Forscher im Spannungsgebiet       | Act of Piracy                | 29. Nov. 1974        | 30. Sep. 1988                         | Christian I. Nyby II | Peter Allan Fields Idee: David Ketchum & Bruce Shelly                                           |
| 27         | 10        | Steve außer Kontrolle             | Stranger in Broken Fork      | 13. Dez. 1974        | 3. Okt. 1988                          | Christian Nyby       | Bill Svanoe & Wilton Denmark Idee: Bill Svanoe                                                  |
| 28         | 11        | Pressegangster                    | The Peeping Blonde           | 20. Dez. 1974        | 7. Okt. 1988                          | Herschel Daugherty   | William T. Zacha & Wilton Denmark Idee: William T. Zacha                                        |
| 29         | 12        | Entführungsgefahr                 | The Cross-Country Kidnap     | 10. Jan. 1975        | 10. Okt. 1988                         | Christian Nyby       | Ray Brenner & Stephen Kandel Idee: Ray Brenner                                                  |
| 30         | 13        | Todsicher                         | Lost Love                    | 17. Jan. 1975        | 14. Okt. 1988                         | Arnold Laven         | Richard Carr Idee: Melvin Levy & Tom Levy                                                       |
| 31         | 14        | Der letzte Kamikaze               | The Last Kamikaze            | 19. Jan. 1975        | 17. Okt. 1988                         | Richard Moder        | Judy Burns                                                                                      |
| 32         | 15        | Der Spionageroboter               | Return of the Robot Maker    | 26. Jan. 1975        | 21. Okt. 1988                         | Phil Bondelli        | Mark Frost Idee: Mark Frost & Del Reisman                                                       |
| 33         | 16        | Freundschaftsdienst               | Taneha                       | 2. Feb. 1975         | 24. Okt. 1988                         | Earl Bellamy         | Margaret Armen                                                                                  |
| 34         | 17        | Die Spur des Doppelgängers        | Look Alike                   | 23. Feb. 1975        | 28. Okt. 1988                         | Jerry London         | Richard Carr Idee: Gustave Field                                                                |
| 35         | 18        | Der unsichtbare Spion             | The E.S.P. Spy               | 2. März 1975         | 31. Okt. 1988                         | Jerry London         | Lionel E. Siegel                                                                                |
| 36         | 19        | Eine Partnerin für Steve – Teil 1 | The Bionic Woman: Part 1     | 16. März 1975        | 4. Nov. 1988                          | Richard Moder        | Kenneth Johnson                                                                                 |
| 37         | 20        | Eine Partnerin für Steve – Teil 2 | The Bionic Woman: Part 2     | 23. März 1975        | 7. Nov. 1988                          | Richard Moder        | Kenneth Johnson                                                                                 |
| 38         | 21        | Geiselrettung                     | Outrage in Balinderry        | 20. Apr. 1975        | 11. Nov. 1988                         | Earl Bellamy         | Paul Schneider Idee: Paul Schneider & Margaret Schneider                                        |
| 39         | 22        | Die Abrechnung                    | Steve Austin, Fugitive       | 27. Apr. 1975        | 14. Nov. 1988                         | Russ Mayberry        | Mark Frost & Richard Carr Idee: Wilton Denmark, William D. Gordon & James Doherty               |

### Staffel 3
| Nr. (ges.) | Nr. (St.) | Deutscher Titel                         | Originaltitel                          | Erstausstrahlung USA | Deutschsprachige Erstausstrahlung (D) | Regie                | Drehbuch                                                |
| ---------- | --------- | --------------------------------------- | -------------------------------------- | -------------------- | ------------------------------------- | -------------------- | ------------------------------------------------------- |
| 40         | 1         | Die neue Jamie – Teil 1                 | The Return of the Bionic Woman: Part 1 | 14. Sep. 1975        | 18. Nov. 1988                         | Richard Moder        | Kenneth Johnson                                         |
| 41         | 2         | Die neue Jamie – Teil 2                 | The Return of the Bionic Woman: Part 2 | 21. Sep. 1975        | 21. Nov. 1988                         | Richard Moder        | Kenneth Johnson                                         |
| 42         | 3         | Erpresserische Rache                    | The Price of Liberty                   | 28. Sep. 1975        | 5. Dez. 1988                          | Richard Moder        | Kenneth Johnson Idee: Kenneth Johnson & Justin Edgerton |
| 43         | 4         | Spionageverdacht                        | The Song and Dance Spy                 | 5. Okt. 1975         | 28. Nov. 1988                         | Richard Moder        | Jerry Devine                                            |
| 44         | 5         | Der Wolfsjunge                          | The Wolf Boy                           | 12. Okt. 1975        | 2. Dez. 1988                          | Jerry London         | Judy Burns                                              |
| 45         | 6         | Lebensgefahr für den Prinzen            | The Deadly Test                        | 19. Okt. 1975        | 25. Nov. 1988                         | Christian I. Nyby II | James D. Parriott                                       |
| 46         | 7         | Raketenanschlag                         | Target in the Sky                      | 26. Okt. 1975        | 9. Dez. 1988                          | Jerry London         | Larry Alexander                                         |
| 47         | 8         | Ein faules Spiel                        | One of Our Running Backs Is Missing    | 2. Nov. 1975         | 12. Dez. 1988                         | Lee Majors           | Kenneth Johnson & Elroy Schwartz                        |
| 48         | 9         | Ein riskanter Test                      | The Bionic Criminal                    | 9. Nov. 1975         | 16. Dez. 1988                         | Leslie Martinson     | Richard Carr Idee: Peter Allan Fields                   |
| 49         | 10        | Der Schmugglerring                      | The Blue Flash                         | 16. Nov. 1975        | 19. Dez. 1988                         | Cliff Bole           | Sheridan Gibney & Sidney Field                          |
| 50         | 11        | Verbrecherherrschaft                    | The White Lightning War                | 23. Nov. 1975        | 23. Dez. 1988                         | Phil Bondelli        | Wilton Denmark                                          |
| 51         | 12        | Flucht in die Heimat                    | Divided Loyalty                        | 30. Nov. 1975        | 2. Jan. 1989                          | Alan Crosland        | Jim Carlson & Terry McDonnell                           |
| 52         | 13        | Der Einzelkämpfer                       | Clark Templeton O’Flaherty             | 14. Dez. 1975        | 6. Jan. 1989                          | Ernest Pintoff       | Frank Dandridge Idee: Frank Dandridge & Dennis Pryor    |
| 53         | 14        | Geheimnisverrat                         | The Winning Smile                      | 21. Dez. 1975        | 9. Jan. 1989                          | Arnold Laven         | Gustave Field & Richard Carr Idee: Gustave Field        |
| 54         | 15        | Ausgetrickst                            | Hocus-Pocus                            | 18. Jan. 1976        | 13. Jan. 1989                         | Barry Crane          | Richard Carr Idee: Richard Carr & James Schmerer        |
| 55         | 16        | Bigfoot und die Außerirdischen – Teil 1 | The Secret of Bigfoot: Part 1          | 1. Feb. 1976         | 20. Jan. 1989                         | Alan Crosland        | Kenneth Johnson                                         |
| 56         | 17        | Bigfoot und die Außerirdischen – Teil 2 | The Secret of Bigfoot: Part 2          | 4. Feb. 1976         | 23. Jan. 1989                         | Alan Crosland        | Kenneth Johnson                                         |
| 57         | 18        | Raub des Pharaos                        | The Golden Pharaoh                     | 8. Feb. 1976         | 16. Jan. 1989                         | Cliff Bole           | Margaret Schneider & Paul Schneider                     |
| 58         | 19        | Die Verschwörung                        | Love Song for Tanya                    | 15. Feb. 1976        | 27. Jan. 1989                         | Phil Bondelli        | David H. Balkan & Alan Folsom                           |
| 59         | 20        | Korruptionsverdacht                     | The Bionic Badge                       | 22. Feb. 1976        | 30. Jan. 1989                         | Cliff Bole           | Wilton Denmark                                          |
| 60         | 21        | Die letzte Chance                       | Big Brother                            | 7. März 1976         | 3. Feb. 1989                          | Cliff Bole           | Kenneth Johnson                                         |

### Staffel 4
| Nr. (ges.) | Nr. (St.) | Deutscher Titel                    | Originaltitel                      | Erstausstrahlung USA | Deutschsprachige Erstausstrahlung (D) | Regie                | Drehbuch                          |
| ---------- | --------- | ---------------------------------- | ---------------------------------- | -------------------- | ------------------------------------- | -------------------- | --------------------------------- |
| 61         | 1         | Kampf der Außerirdischen – Teil 1  | The Return of Bigfoot: Part 1      | 19. Sep. 1976        | 6. Feb. 1989                          | Barry Crane          | Kenneth Johnson                   |
| 62         | 2         | Kampf der Außerirdischen – Teil 2  | The Return of Bigfoot: Part 2      | 19. Sep. 1976        | 6. Feb. 1989                          | Barry Crane          | Kenneth Johnson                   |
| 63         | 3         | Flug XJ7 verschollen               | Nightmare in the Sky               | 26. Sep. 1976        | 13. Feb. 1989                         | Alan Crosland        | Terrence McDonnell & Jim Carlson  |
| 64         | 4         | Ausgetauscht                       | Double Trouble                     | 3. Okt. 1976         | 16. Feb. 1989                         | Phil Bondelli        | Jerry Devine                      |
| 65         | 5         | Das Todesserum                     | The Most Dangerous Enemy           | 17. Okt. 1989        | 20. Feb. 1989                         | Richard Moder        | Judy Burns                        |
| 66         | 6         | Überleben unter Wasser             | H+2+O = Death                      | 24. Okt. 1976        | 13. März 1989                         | John Meredyth Lucas  | John Meredyth Lucas               |
| 67         | 7         | Riskante Operation – Teil 1        | The Bionic Boy: Part 1             | 7. Nov. 1976         | 6. März 1989                          | Phil Bondelli        | Tom Greene Idee: Lionel E. Siegel |
| 68         | 8         | Riskante Operation – Teil 2        | The Bionic Boy: Part 2             | 7. Nov. 1976         | 9. März 1989                          | Phil Bondelli        | Tom Greene Idee: Lionel E. Siegel |
| 69         | 9         | Raketenterror                      | Vulture of the Andes               | 21. Nov. 1976        | 2. März 1989                          | Cliff Bole           | Ben Masselink                     |
| 70         | 10        | Die Befreiung des Prinzen – Teil 1 | The Thunderbird Connection: Part 1 | 28. Nov. 1976        | 23. Feb. 1989                         | Christian I. Nyby II | Terrence McDonnell & Jim Carlson  |
| 71         | 11        | Die Befreiung des Prinzen – Teil 2 | The Thunderbird Connection: Part 2 | 28. Nov. 1976        | 27. Feb. 1989                         | Christian I. Nyby II | Terrence McDonnell & Jim Carlson  |
| 72         | 12        | Die Wandlung                       | A Bionic Christmas Carol           | 12. Dez. 1976        | 26. Dez. 1988                         | Gerald Mayer         | Wilton Schiller                   |
| 73         | 13        | Unter Söldnern                     | Task Force                         | 19. Dez. 1976        | 16. März 1989                         | Barry Crane          | Robert C. Dennis                  |
| 74         | 14        | Das Superhirn                      | The Ultimate Imposter              | 2. Jan. 1977         | 23. März 1989                         | Paul Stanley         | Lionel E. Siegel & W. T. Zacha    |
| 75         | 15        | Hetzjagd – Teil 1                  | Death Probe: Part 1                | 9. Jan. 1977         | 29. März 1990                         | Richard Moder        | Steven E. de Souza                |
| 76         | 16        | Hetzjagd – Teil 2                  | Death Probe: Part 2                | 16. Jan. 1977        | 5. Apr. 1990                          | Richard Moder        | Steven E. de Souza                |
| 77         | 17        | Erfinderpech                       | Danny’s Inferno                    | 23. Jan. 1977        | 12. Apr. 1990                         | Cliff Bole           | Tom Greene                        |
| 78         | 18        | Die Intrige                        | Fires of Hell                      | 30. Jan. 1977        | 19. Apr. 1990                         | Edward M. Abroms     | Orville H. Hampton                |
| 79         | 19        | Die Spezialisten                   | The Infiltrators                   | 6. Feb. 1977         | 26. Apr. 1990                         | Phil Bondelli        | Sam Ross & Wilton Schiller        |
| 80         | 20        | Agentenrummel                      | Carnival of Spies                  | 13. Feb. 1977        | 3. Mai 1990                           | Richard Moder        | Robert C. Dennis                  |
| 81         | 21        | U-509                              | U-509                              | 20. Feb. 1977        | 10. Mai 1990                          | Phil Bondelli        | Michael I. Wagner                 |
| 82         | 22        | Unter falschem Namen               | The Privacy of the Mind            | 27. Feb. 1977        | 17. Mai 1990                          | Jimmy Lydon          | Vanessa Boos & Wilton Schiller    |
| 83         | 23        | Verbotenes Land                    | To Catch the Eagle                 | 6. März 1977         | 20. Sep. 1990                         | Phil Bondelli        | Peter R. Brooke & Judy Burns      |
| 84         | 24        | Die Übersinnlichen                 | The Ghostly Teletype               | 15. Mai 1977         | 31. Mai 1990                          | Tom Connors III      | Wilton Schiller                   |

### Staffel 5
| Nr. (ges.) | Nr. (St.) | Deutscher Titel                      | Originaltitel                 | Erstausstrahlung USA | Deutschsprachige Erstausstrahlung (D) | Regie            | Drehbuch                                                     |
| ---------- | --------- | ------------------------------------ | ----------------------------- | -------------------- | ------------------------------------- | ---------------- | ------------------------------------------------------------ |
| 85         | 1         | Raubzug der Haie – Teil 1            | Sharks: Part 1                | 11. Sep. 1977        | 30. Aug. 1990                         | Alan J. Levi     | Arthur Weingarten                                            |
| 86         | 2         | Raubzug der Haie – Teil 2            | Sharks: Part 2                | 18. Sep. 1977        | 13. Sep. 1990                         | Alan J. Levi     | Fred Freiberger Idee: Arthur Weingarten                      |
| 87         | 3         | Countdown außer Kontrolle – Teil 1   | Deadly Countdown: Part 1      | 25. Sep. 1977        | 7. Juli 1990                          | Cliff Bole       | Gregory S. Dinallo                                           |
| 88         | 4         | Countdown außer Kontrolle – Teil 2   | Deadly Countdown: Part 2      | 2. Okt. 1977         | 7. Juli 1990                          | Cliff Bole       | Gregory S. Dinallo                                           |
| 89         | 5         | Schreckliches erwachen               | Bigfoot V                     | 9. Okt. 1977         | 7. Juni 1990                          | Rod Holcomb      | Gregory S. Dinallo                                           |
| 90         | 6         | Sturm der Angst                      | Killer Wind                   | 16. Okt. 1977        | 14. Juni 1990                         | Richard Moder    | Gregory S. Dinallo                                           |
| 91         | 7         | Überrollt                            | Rollback                      | 30. Okt. 1977        | 21. Juni 1990                         | Don McDougall    | Steven E. de Souza                                           |
| 92         | 8         | Die dunkle Seite des Mondes – Teil 1 | Dark Side of the Moon: Part 1 | 6. Nov. 1977         | 30. Juni 1990                         | Cliff Bole       | John Meredyth Lucas Idee: Richard H. Landau                  |
| 93         | 9         | Die dunkle Seite des Mondes – Teil 2 | Dark Side of the Moon: Part 2 | 13. Nov. 1977        | 30. Juni 1990                         | Cliff Bole       | John Meredyth Lucas Idee: Richard H. Landau                  |
| 94         | 10        | Unerschütterlich                     | Target: Steve Austin          | 27. Nov. 1977        | 12. Juli 1990                         | Edward M. Abroms | Donald Gold & Lester William Berke                           |
| 95         | 11        | Verschollen                          | The Cheshire Project          | 18. Dez. 1977        | 19. Juli 1990                         | Richard Moder    | John Meredyth Lucas                                          |
| 96         | 12        | Zwischen den Fronten                 | Walk a Deadly Wing            | 1. Jan. 1978         | 2. Aug. 1990                          | Herb Wallerstein | Terrence McDonnell & Jim Carlson                             |
| 97         | 13        | Flug durch die Zeit                  | Just a Matter of Time         | 8. Jan. 1978         | 5. Juli 1990                          | Don McDougall    | Gregory S. Dinallo & Neal J. Sperling Idee: Neal J. Sperling |
| 98         | 14        | Unaufhaltsam – Teil 1                | Return of Death Probe: Part 1 | 22. Jan. 1978        | 27. Sep. 1990                         | Tom Connors III  | Howard Dimsdale                                              |
| 99         | 15        | Unaufhaltsam – Teil 2                | Return of Death Probe: Part 2 | 29. Jan. 1978        | 4. Okt. 1990                          | Tom Connors III  | Howard Dimsdale                                              |
| 100        | 16        | Insel der Verschollenen – Teil 1     | The Lost Island: Part 1       | 30. Jan. 1978        | 11. Okt. 1990                         | Cliff Bole       | Mel Goldberg Idee: Lou Shaw                                  |
| 101        | 17        | Insel der Verschollenen – Teil 2     | The Lost Island: Part 2       | 30. Jan. 1978        | 18. Okt. 1990                         | Cliff Bole       | Mel Goldberg Idee: Lou Shaw                                  |
| 102        | 18        | Ein doppeltes Spiel                  | The Madonna Caper             | 6. Feb. 1978         | 9. Aug. 1990                          | Herb Wallerstein | Gregory S. Dinallo                                           |
| 103        | 19        | Die seltsame Erscheinung             | Dead Ringer                   | 13. Feb. 1978        | 16. Aug. 1990                         | Arnold Laven     | Robert I. Holt Idee: Charles Mitchell and Robert I. Holt     |
| 104        | 20        | Computermacht – Teil 1               | Date with Danger: Part 1      | 20. Feb. 1978        | 25. Okt. 1990                         | Rod Holcomb      | John Meredyth Lucas Idee: Wilton Schiller                    |
| 105        | 21        | Computermacht – Teil 2               | Date with Danger: Part 2      | 27. Feb. 1978        | 1. Nov. 1990                          | Rod Holcomb      | John Meredyth Lucas Idee: Wilton Schiller                    |
| 106        | 22        | Allianz der Feinde                   | The Moving Mountain           | 6. März 1978         | 23. Aug. 1990                         | Don McDougall    | Stephen Kandel                                               |

## Fortsetzungen
Aufgrund des Erfolges der Serie und der Beliebtheit der Figur Jaime Sommers (Lindsay Wagner), die einen Gastauftritt als Steves Schulfreundin hatte, wurde der Ableger Die Sieben-Millionen-Dollar-Frau (The Bionic Woman) produziert und von 1976 bis 1978 mit 58 Episoden parallel ausgestrahlt. Zunächst war die Geschichte um Steves Jugendliebe, die bei einem Fallschirmabsprung schwer verletzt und schließlich in eine bionische Frau umgewandelt wird, nur als Doppelfolge für Der-Sechs-Millionen-Dollar-Mann geplant. Nachdem Lee Majors und Lindsay Wagner nach Ausstrahlung dieser Doppelfolge zum Traumpaar wurden, beugten sich die Drehbuchautoren den Fans und die bereits verstorbene Jaime wurde in einer weiteren Doppelfolge durch eine erneute komplizierte Operation wiederbelebt. Jaime verliert durch diesen Eingriff allerdings ihr Gedächtnis und ist zunächst traumatisiert, sodass sich das Paar vorerst trennt und Lindsay Wagner als Jaime Sommers in ihrer eigenen Serie Missionen für Oscar Goldman erfüllt. Es gab allerdings weitere wechselseitige Gastauftritte und Handlungsstränge, die in der einen Serie begannen und in der anderen abgeschlossen wurden (Kampf der Außerirdischen).
In den drei Spielfilmen, von denen der erste neun Jahre nach Abschluss der beiden Serien gedreht wurde, finden Jaime (die ihre Erinnerung inzwischen komplett zurückgewonnen hat) und Steve jedoch schließlich wieder zusammen. Trotz erneuter Komplikationen heiraten die beiden schließlich am Ende des dritten Spielfilms. Die letzten beiden Spielfilme wurden bis heute nicht deutsch synchronisiert.
Auf Videokassetten erschienen als Fortsetzung des Pilotfilms die Titel Das 6-Millionen-Dollar-Girl, Der 6-Millionen-Dollar-Dog und Die Rückkehr der Roboter.

## Fernsehfilme
1. Rückkehr der Roboter (The Return of the Six Million Dollar Man and the Bionic Woman)
2. Bionic Showdown: The Six Million Dollar Man and the Bionic Woman (nicht in deutscher Sprache erschienen)
3. Bionic Ever After? (nicht in deutscher Sprache erschienen)

## Synchronisation
| Schauspieler                      | Rollenname     | Synchronsprecher   |
| --------------------------------- | -------------- | ------------------ |
| Lee Majors                        | Steve Austin   | Peter Lakenmacher  |
| Richard Anderson                  | Oscar Goldman  | Rüdiger Schulzki   |
| Alan Oppenheimer Martin E. Brooks | Dr. Rudy Wells | Wolfgang Draeger   |
| Lindsay Wagner                    | Jaime Sommers  | Carolin van Bergen |
| Martha Scott                      | Helen Elgin    | Marianne Kehlau    |

## Trivia
Im Dezember 1976 wurde die Episode mit dem Titel Carnival of Spies im Vergnügungspark NU-Pike in Long Beach, Kalifornien gedreht. Ein Mitglied der Filmcrew beschädigte im Zuge dessen eine neon-orange Schaufensterpuppe, deren Arm abbrach. Als man menschliche Knochen entdeckte und die Behörden informierte, wurde die Leiche genauer untersucht. Der medizinische Gutachter Thomas Noguchi öffnete den Mund der Leiche und konnte ein Geldstück von 1924 und ein Ticket für das Museum of Crime finden. Dieses Ticket und archivierte Zeitungsberichte halfen der Polizei dabei, die Leiche als die von Elmer McCurdy zu identifizieren.
Im Spielfilm Die Geister, die ich rief ... von Richard Donner aus dem Jahre 1988 hat Lee Majors einen Gastauftritt als Sechs-Millionen-Dollar-Mann, als er den Weihnachtsmann in seiner Werkstatt am Nordpol rettet.

## DVD-Veröffentlichung
| Staffel | USA                | DVD | Englische Fassung | Deutschland      | DVD | Deutsche Fassung |
| ------- | ------------------ | --- | ----------------- | ---------------- | --- | ---------------- |
| 1       | 26. September 2005 | 6   | Originallänge     | 15. Oktober 2010 | 4   | ungekürzt        |
| 2       | 23. Oktober 2006   | 6   | Originallänge     | 3. Dezember 2010 | 5   | ungekürzt        |
| 3       | —                  | –   | Originallänge     | 29. April 2011   | 5   | ungekürzt        |
| 1–3     |                    |     |                   | 26. August 2011  | 14  | ungekürzt        |